# Журавлёвка (Гомельская область)
Журавлёвка (бел. Жураўлёўка) — деревня в Грабовском сельсовете Гомельского района Гомельской области Республики Беларусь.

## География

### Расположение
В 13 км от железнодорожной станции Терюха (на линии Гомель — Чернигов), 32 км на юго-восток от Гомеля.

### Гидрография
На реке Грабовка (приток реки Терюха, бассейн реки Сож).

## Транспортная сеть
Транспортные связи по просёлочной, затем автомобильной дороге Будище — Гомель. Планировка состоит из прямолинейной улицы, ориентированной с юго-востока на северо-запад и застроенной деревянными домами усадебного типа.

## История
По письменным источникам известна с XIX века как деревня в Гомельском уезде Могилёвской губернии. В 1864 году урочище, в составе поместья Грабовка, во владении К. Фаща. В 1926 году работало отделение связи, в Маковском сельсовете Носовичского района Гомельского округа. В 1930 году жители вступили в колхоз. Во время Великой Отечественной войны 28 жителей погибли на фронте. В 1959 году размещалось подсобное хозяйство «Луч» Гомельского радиозавода и фельдшерско-акушерский пункт.

## Население

### Численность
- 2004 год — 45 хозяйств, 113 жителей.

### Динамика
- 1926 год — 37 дворов, 211 жителей.
- 1959 год — 318 жителей (согласно переписи).
- 2004 год — 45 хозяйств, 113 жителей.